# Wilfried Dalmat
Pour les articles homonymes, voir Wilfried.
Wilfried Dalmat, est un footballeur français international saint-martinois, né le 17 juillet 1982 à Joué-lès-Tours en France. Il joue actuellement à l'US Portugaise de Joué-lès-Tours en Régional 2 Centre-Val de Loire.

## Biographie

### En club
Sélectionné avec l'équipe de la Ligue Atlantique en 1997, il est finaliste de la Coupe nationale des 14 ans, remportée par la Ligue Midi-Pyrénées de Philippe Mexès. 
Wilfried Dalmat a deux frères qui évoluent aussi dans le milieu professionnel, Stéphane Dalmat (Rennes) et Cyril Dalmat (Royale Union Saint-Gilloise). Lors de la saison 2005-2006, Stéphane et Wilfried évoluent dans le même club : le Racing Santander. 
Alors qu'en juin, il est annoncé qu'il s'engage pour une saison avec le club de Germinal Beerschot d'Anvers, Wilfried Dalmat prolonge un mois plus tard pour quatre saisons supplémentaires avec le RAEC Mons. 
Il est élu à plusieurs reprises « Dragon de match » (homme du match) avec son club qui connaît des débuts difficiles en championnat. Le 11 juin 2008, il s'engage pour trois saisons avec le Standard de Liège.
Le 12 juillet 2010, il s'engage avec le Club Bruges. Il rejoint Marcos Camozzato, avec qui il forme durant deux saisons le flanc droit du Standard de Liège. 
Après une saison à Bruges, il quitte le club, barré par les nouveaux transferts, et signe à Orduspor, un club turc tout juste promu en première division. Le 4 août 2012, il est prêté Karşiyaka pour la saison 2012-2013.
En juillet 2016, il s'engage avec le club de Bourges 18. Le 4 octobre 2019 il s'engage avec le Vierzon FC puis le 5 décembre il est recruté par l’AS Montlouis-sur-Loire. Les trois clubs étants réunis dans le même groupe en championnat de National 3, l réussit alors la performance remarquée par la presse locale de prendre part aux confrontations contre la réserve du C'Chartres avec trois clubs différents en une saison.

## Statistiques
| Saison    | Club                   | Pays     | Championnat         | Matches | Buts |
| --------- | ---------------------- | -------- | ------------------- | ------- | ---- |
| 2000-2001 | FC Nantes              | France   | Ligue 1             | 1       | 0    |
| 2001-2002 | FC Nantes              | France   | Ligue 1             | 9       | 0    |
| 2002      | Olympique de Marseille | France   | Ligue 1             | 11      | 1    |
| 2002-2003 | FC Nantes              | France   | Ligue 1             | 16      | 2    |
| 2003      | LB Châteauroux         | France   | Ligue 2             | 13      | 1    |
| 2003-2004 | Grenoble Foot          | France   | Ligue 2             | 11      | 0    |
| 2004      | US Lecce               | Italie   | Serie A             | 7       | 1    |
| 2004-2005 | Grenoble Foot          | France   | Ligue 2             | 12      | 0    |
| 2005-2006 | Racing Santander       | Espagne  | Primera Division    | 11      | 1    |
| 2006-2007 | RAEC Mons              | Belgique | Division 1          | 33      | 6    |
| 2007-2008 | RAEC Mons              | Belgique | Division 1          | 33      | 5    |
| 2008-2009 | Standard de Liège      | Belgique | Division 1          | 30      | 4    |
| 2009-2010 | Standard de Liège      | Belgique | Division 1          | 21      | 2    |
| 2010-2011 | FC Bruges              | Belgique | Division 1          | 26      | 4    |
| 2011-2012 | Orduspor               | Turquie  | Spor toto Süper Lig | 22      | 0    |
| 2012-2013 | Karşiyaka              | Turquie  | Ptt 1. Lig          | 1       | 1    |

## Palmarès
- Champion de France en 2001 avec le FC Nantes
- Vainqueur du Trophée des champions en 2001 avec le FC Nantes
- Champion de Belgique en 2009 avec le Standard de Liège
- Vainqueur de la Supercoupe de Belgique en 2008 et 2009 avec le Standard de Liège